# S. Ansky
Šlojme Zanvl Aronovič Rappoport známý pod uměleckými jmény S. Ansky nebo An-sky (15. října 1863, Čašniki – 8. listopadu 1920, Varšava) byl bělorusko-ukrajinsko-ruský židovský spisovatel, dramatik a etnograf, významný představitel jidiš literatury. Proslul především divadelní hrou Dybbuk (1914), jež však byla uvedena až po jeho smrti. Byl i politicky činným, zpočátku jako narodnik, později ve straně eserů. Po vítězství bolševiků odešel do exilu. Je též autorem písně Di švue (1902), která se stala hymnou židovské sociálně demokratické strany Bund.

## Život
Narodil se v ortodoxní judaistické rodině. Již v mladém věku šel do chederu studovat Tóru. Velmi brzy se však s vírou rodičů rozešel a stal se zastáncem haskaly (židovského osvícenství). V 80. letech se nadchl pro narodnictví, bojoval zvláště proti negramotnosti mezi rolníky a dělníky. Pracoval přitom v knihařské dílně ve Dvinsku (dnes Daugavpils v Lotyšsku). Poté, co byl kvůli narodnické činnosti z města vypovězen, přesídlil do Jekatěrinoslavské gubernie, kde pracoval v solných dolech. Zároveň psal povídky a eseje o životě dělníků, publikoval v narodnickém časopise Ruské bohatství (kde si poprvé zvolil pseudonym Semjon An-sky) a po večerech předčítal rolníkům a dělníkům, převážně knihy ruských klasiků. Tehdy se také poprvé pokusil sbírat folklór. Jako Žid přitom porušoval zákon o Zóně osídlení, takže byl několikrát zatčen, deportován a vězněn.
Počátkem 90. let se přestěhoval do Paříže, kde pracoval v knihařských dílnách a továrnách. V exilu se cítil jako ruský revolucionář, k židovství se tehdy hlásil málo. Avšak židovská identita u něj byla vybuzena po návratu do vlasti na počátku 20. století, když se setkal s vlnou antisemitismu.
V roce 1894 se stal tajemníkem slavného ruského narodnika a radikálního demokrata Pjotra Lavrova, který ho silně ovlivnil. Po Lavrovově smrti v roce 1900 se Ansky přestěhoval do Bernu, kde zintenzivnil spisovatelskou a publicistickou činnost. V jeho bezprostředním okolí bylo v té době mnoho lidí rusko-židovské emigrace.
V roce 1905, po uvolnění poměrů v důsledku revoluce toho roku, se vrátil do Ruska. V roce 1907 vydal v Petrohradě brožuru Co je anarchismus? Ale stále více se angažoval v židovském hnutí: Organizoval Židovskou historickou a etnografickou společnost (1908), Společnost židovské lidové hudby (1909), Společnosti pro podporu vzdělání mezi Židy v Rusku. Psal také pro časopisy Židovský svět nebo Židovský starověk. Studium židovského folklóru ho nadchlo, sbíral materiály v chasidských oblastech v Haliči a na Volyni, v letech 1912-1914 zorganizoval velkou etnografickou výpravu do těchto oblastí. V té době také napsal svou nejslavnější hru, Dybbuk, která je touto činností přímo inspirována.
Během první světové války působil ve válečné zóně v Haliči jako zástupce Židovského výboru pro pomoc válečným obětem a v sanitárních oddílech Všeruského zemského svazu. Své dojmy pečlivě zaznamenával do deníků, z nichž některé byly zahrnuty do knihy Zničení Haliče vydané v jidiš v Polsku v roce 1921. Na frontě přitom neustále sbíral folklórní materiál a koncem roku 1916 ho doručil do Židovského etnografického muzea v Petrohradě.
Po válce se začal angažovat v eserské straně, přivítal únorovou i říjnovou revoluci a zasedl za esery i v ústavodárném shromáždění, ve volbách do nějž 25. listopadu 1917 eseři získali 40 procent hlasů (zejména díky rolníkům), zatímco bolševici jen 24 procent. Jenže bolševici svými mocenskými intrikami rychle všechny ostatní politické síly vyšachovávali ze hry. Vyvolali v eserské straně rozštěp a Lenin nakonec demokraticky zvolený parlament rozbil. To byl konec snu o socialistické demokracii, což rychle pochopil i Ansky. V roce 1918 se proto rozhodl, že z bolševického Ruska raději uprchne. Odešel do Vilniusu. Z bolševické vlády byl zklamán i proto, že chtěla znárodnit sbírky Židovského muzea a archiv Židovské historické a národopisné společnosti. Budoucnost těchto společností viděl jako velmi nejistou a měl pocit, že to, co chtěl zachránit pro budoucnost, je zničeno.
V Litvě pak založil Vilniuskou historickou a etnografickou společnost, která byla později pojmenována po něm. Po protižidovském pogromu ve Vilniusu odešel do polského Otwocku a poté do Varšavy. To již byl velmi chatrného zdraví. Byl do poslední chvíle posedlý myšlenkou vytvořit ve Varšavě Židovskou historickou a etnografickou společnost, která by byla určena ke studiu židovské kultury Polska. 7. listopadu 1920 se svými úvahami na toto téma oslovil úzký okruh stejně smýšlejících lidí. Následujícího dne však zemřel na infarkt.